# Preston Brook
Preston Brook – wieś w Anglii, w hrabstwie ceremonialnym Cheshire, w dystrykcie (unitary authority) Halton. Leży 22 km na północny wschód od miasta Chester i 265 km na północny zachód od Londynu. W 2001 miejscowość liczyła 716 mieszkańców.